# Макмиллен, Билли
Билли Макмиллен (англ. Billy McMillen; 19 мая 1927, Белфаст — 28 апреля 1975, там же) — ирландский националист, солдат Официальной Ирландской республиканской армии и участник конфликта в Северной Ирландии.

## Ранние годы
В Ирландскую республиканскую армию он вступил в возрасте 16 лет в 1943 году. Во время Пограничной кампании ИРА он был арестован и попал в тюрьму Крамлин-Роуд. В 1964 году участвовал в парламентских выборах в Великобритании как независимый республиканец. Отметился тем, что во время кампании поднял флаг Ирландии над зданием своего избирательного штаба в квартале Фоллз, что вызвало массовую драку между республиканцами, унионистами и полицейскими и в итоге вынудило правительство Северной Ирландии запретить поднятие ирландского флага. В октябре 1964 года его фотографию поместили на окне избирательного штаба на Дивис-Стрит рядом с флагом Большой Медведицы, который вскоре стал флагом Ирландской национальной освободительной армии, и флагом Ирландии. Изначально никто не возражал против этого, но затем группа протестующих во главе с Яном Пэйсли потребовали убрать флаг, угрожая самостоятельно его сорвать. 28 октября 1964 силы Королевской полиции Ольстера, вооружённые винтовками, пистолетами-пулемётами STEN, дубинками и гвоздодёрами, ворвались в здание штаба и сорвали флаг. На следующий день ИРА повторно вывесила флаг, и беспорядки снова возобновились: полиция разгоняла насильно всех поддерживавших Макмиллена.

## События 1969 года
В 1967 году Макмиллен вступил в Североирландскую ассоциацию гражданских прав, войдя в состав комитета из трёх человек, который утверждал конституцию. Целью деятельности ассоциации была защита прав католического населения и реформы во внутренней политике. Впрочем, деятельность ассоциации привела к тому, что в Северной Ирландии вспыхнуло насилие против протестантов, обвинявшихся в провокациях против католиков. В 1969 году Макмиллен как член ИРА был назначен командиром Белфастской бригады вместо Билли Макки. В мае 1969 года на Военном совете ИРА, организованном Руайдри О’Брэди, Макмиллен заявил, что у Белфастской бригады из оружия есть только пистолет, пулемёт и немного патронов.
С 12 по 14 августа 1969 в Богсайде шли массовые беспорядки, в которых участвовали унионисты, националисты и полиция. Макмиллену и его отряду в Богсайде было очень тяжело: у него были всего одно ружьё, два пулемёта и девять пистолетов на весь отряд, а из Дублина помощи невозможно было ждать, поскольку там рассчитывали на мирное разрешение конфликта. В те дни Макмиллен участвовал активно в беспорядках, однако его же ирландские республиканцы обвиняли в чрезмерной вялости и слабости, а также неспособности защитить кварталы католиков от посягательств лоялистов. Утром 15 августа его арестовала полиция, но вскоре отпустила.
Роль Макмиллена в событиях 1969 года повлияла на последовавший раскол в ИРА. В июне 1972 года Шинн Фейн провела лекцию в Дублине, на которой Макмиллен в свою защиту заявил, что к 1969 году общее число военнослужащих Белфастской бригады составляло 120 человек, а они были вооружены 24 единицами оружия (преимущественно пистолетами малой дальности).

## Раскол в ИРА и стычки с британцами
В сентябре Макмиллен созвал командиров ИРА на встречу в Белфасте. Билли Макки и несколько других республиканцев прибыли на встречу с оружием в руках и потребовали отставки Макмиллена, но тот отказался. После этого многие командиры разорвали с ним отношения и отказались выполнять его приказы или распоряжения из штаба ИРА в Дублине. Многие из них ушли во Временную ИРА, образовавшуюся в декабре 1969 года, но Макмиллен остался верен Дублинскому командованию и стал вскоре солдатом Официальной ИРА. Раскол привёл к началу войны между двумя группировками.
В апреле 1970 года Макмиллен в Фоллз чуть не стал жертвой покушения, получив ранение от боевика Временной ИРА. В июне он поучаствовал в схватке за тот же Фоллз, однако ему пришлось воевать не только против британцев, но и против «временных» боевиков. В течение трёх дней велась перестрелка между 80-90 подчинёнными Макмиллена и 3 тысячми солдат. В результате перестрелок погибли 4 гражданских лица, 60 были ранены. Всё оружие и боеприпасы ИРА были захвачены британцами, и вину в провале Макмиллен возложил на «временных», которые предали повстанцев из Официальной ИРА и оставили их один-на-один с британцами.
В марте 1971 года раздоры между крылами ИРА вылились в очередной всплеск насилия: Макмиллен и его заместитель Джим Салливэн чуть не стали жертвами покушения, в ответ на что Макмиллен застрелил Чарли Хьюза и Тома Кэхилла (брат командира Джо Кэхилла) из Временной ИРА. Только после этого обе фракции прекратили войну друг с другом и объединились  против британцев.

## Прекращение огня и возобновление стычек
В августе 1971 года Макмиллен вылетел в Дандалк в Ирландию, где оставался несколько месяцев, а тем временем Официальная ИРА осуществила ряд атак против британских войск и их баз. В апреле 1972 года был убит их командир Джо Маккенн, а в мае 1972 года руководство Официальной ИРА нарушило перемирие и возобновило свои боевые действия, что поддержал Макмиллен. Спустя год Макмиллен организовал нападение на британскую часть и убил 7 солдат, назвав это актом мести. Параллельно Макмиллен состоял в Совете Официальной Шинн Фейн.

## Отделение ИНОА и смерть Макмиллена
К 1974 году Официальная ИРА стала нести потери не столько от гибели солдат, сколько от дезертирства: в декабре 1974 года была образована Ирландская республиканская социалистическая партия и её боевое крыло — Ирландская национальная освободительная армия. Подчинённые Макмиллена массово ушли в новообразованную организацию, что привело к очередной волне перестрелок и разборок между республиканцами в Белфасте. ИНОА присоединилась к этим схваткам, организовывая рейды против Официальной ИРА. Макмиллена обвинили в составлении списка нежелательных лиц из ИНОА и сепаратных переговорах с Ольстерскими добровольческими силами. 20 февраля 1975 Хью Фергюсон, боевик ИНОА, был застрелен солдатами ИРА, что вылилось в новую волну стычек.
28 апреля 1975 18-летний боевик ИНОА Джерард Стинсон выследил Билли Макмиллена, который с женой находился в магазине металлических изделий, и застрелил его. Макмиллен, получил смертельное ранение в шею и погиб мгновенно. Ответственность на себя взял командир ИНОА Шеймус Костелло, которого Официальная ИРА безуспешно попыталась ликвидировать уже 9 мая 1975, но уничтожила два года спустя. Сама смерть Билли Макмиллена стала ударом по Официальной ИРА, от которого она так и не восстановилась. Исполнитель убийства Макмиллена был убит при не до конца выясненных обстоятельствах в 1987 году.

## Память
Поэт Доминик Беан посвятил Макмиллену стихотворение Bás, Fás, Blás, опубликованное после смерти командира.